# Радіочастота
Радіочастота (RF) — будь-яка частота електромагнітної хвилі, що знаходиться в межах приблизно від 3 кГц до 300 ГГц, і включає ті частоти, що використовуються для зв'язку чи сигналів радара. Під радіочастотою зазвичай мають на увазі електричне, а не механічне коливання. Однак механічні РЧ-системи існують (дивись електромеханічний фільтр і RF MEMS).

## Радіочастотні діапазони
| Частота         | Довжина хвилі | Назва                           | Абревіатура |
| --------------- | ------------- | ------------------------------- | ----------- |
| 3—30 Гц         | 105—104 км    | (англ. Extremely low frequency) | ELF         |
| 30—300 Гц       | 104—103 км    | (англ. Super low frequency)     | SLF         |
| 300—3000 Гц     | 103—100 км    | (англ. Ultra low frequency)     | ULF         |
| 3—30 кГц        | 100—10 км     | Наддовгі радіохвилі             | VLF         |
| 30—300 кГц      | 10—1 км       | Довгі хвилі                     | LF          |
| 300 кГц — 3 МГц | 1 км — 100 м  | Середні хвилі                   | MF          |
| 3—30 МГц        | 100—10 м      | Короткі хвилі                   | HF          |
| 30—300 МГц      | 10—1 м        | Ультракороткі хвилі             | VHF         |
| 300 МГц — 3 ГГц | 1 м — 10 см   | Дециметрові хвилі               | UHF         |
| 3—30 ГГц        | 10—1 см       | Сантиметрові хвилі              | SHF         |
| 30—300 ГГц      | 1 см — 1 мм   | Міліметрові хвилі               | EHF         |
| 300 ГГц — 3 ТГц | 1 мм — 0,1 мм | Терагерцові хвилі               | THF         |

## Вплив на людину

### Діапазон екстремально низьких РЧ
Відомо, що високопотужні радіохвилі діапазону ELF із низьким діапазоном кВ/м рівня електричного поля, викликають відчутні струми в середині людського тіла, які створюють подразнюючі відчуття поколювання. Ці струми, як правило, протікають до землі через поверхні тіла (стопи ніг), якщо вони її торкаються, або утворюють дугу до землі, якщо тіло добре ізольоване.